# Obi Emegano
Pour les articles homonymes, voir Obi.
Obi Emegano, né le 29 avril 1993 à Lagos, Lagos, est un joueur nigérian de basket-ball. Il évolue aux postes d'arrière et d'ailier.

## Biographie

### Carrière universitaire
Entre 2011 et 2012, il joue pour les Leathernecks à l'université de Western Illinois (en).
Entre 2013 et 2016, il joue pour les Golden Eagles (en) à l'université Oral Roberts.

### Carrière professionnelle

#### Novipiu Casale Monferrato (2016- fév. 2017)
Le 23 juin 2016, lors de la draft 2016 de la NBA, automatiquement éligible, il n'est pas sélectionné.
Le 16 juillet 2016, il signe son premier contrat professionnel en Italie avec le Novipiu Casale Monferrato (en).

#### Kutno (fév. - juil. 2017)
Le 28 février 2017, il signe avec l'équipe polonais de Kutno (en).

#### Rouen Métropole (2017-2018)
Le 21 juillet 2017, il signe avec le club français du Rouen Métropole.

#### JDA Dijon (2018-2019)
Le 21 juillet 2017, il signe avec le club français de la JDA Dijon.

#### Le Mans Sarthe Basket (2019-2020)
Le 2 juillet 2019, il signe avec le club français du Le Mans Sarthe.

#### Baloncesto Fuenlabrada (2020-2022)
Le 25 mai 2020, il rejoint le club espagnol du Baloncesto Fuenlabrada.
Le 15 juillet 2021, il prolonge son contrat avec Fuenlabrada.
En mai 2022, les Levallois Metropolitans annoncent l'arrivée d'Emegano pour les playoffs du championnat de France. Il pallie l'absence sur blessure de Jordan McRae. Mais Emegano n'arrive jamais effectivement dans l'effectif des Metropolitans.

#### Casademont Zaragoza (depuis 2023)
Le 27 juillet 2023, Emegano signe avec le club espagnol du Casademont Zaragoza à la suite de la relégation du Baloncesto Fuenlabrada en 2e division.

## Statistiques

### Universitaires
Les statistiques en matchs universitaires d'Obi Emegano sont les suivantes :
| Saison    | Équipe            | Matchs   | Titul.   | Min./m   | % Tir    | % 3pts   | % LF     | Rbds/m.  | Pass/m.  | Int/m.   | Ctr/m.   | Pts/m.   |
| --------- | ----------------- | -------- | -------- | -------- | -------- | -------- | -------- | -------- | -------- | -------- | -------- | -------- |
| 2011-2012 | Western Illinois  | 33       | 31       | 33,3     | 48,6     | 40,0     | 76,0     | 3,94     | 1,03     | 1,03     | 0,03     | 13,06    |
| 2012-2013 | Oral Roberts (en) | Redshirt | Redshirt | Redshirt | Redshirt | Redshirt | Redshirt | Redshirt | Redshirt | Redshirt | Redshirt | Redshirt |
| 2013-2014 | Oral Roberts      | 4        | 4        | 28,0     | 65,6     | 66,7     | 78,9     | 4,00     | 2,00     | 0,50     | 0,00     | 19,00    |
| 2014-2015 | Oral Roberts      | 34       | 34       | 34,4     | 44,7     | 38,7     | 78,8     | 4,71     | 2,24     | 1,68     | 0,18     | 18,29    |
| 2015-2016 | Oral Roberts      | 29       | 29       | 35,4     | 43,4     | 38,1     | 85,3     | 5,14     | 1,83     | 1,14     | 0,34     | 23,07    |
| Total     |                   | 100      | 98       | 34,1     | 45,7     | 39,1     | 80,4     | 4,55     | 1,71     | 1,26     | 0,17     | 17,98    |